# شام يا ذا السيف
شام يا ذا السيف قصيدة للشاعر اللبناني سعيد عقل وغنتها فيروز.